# Ferdinand Buchwieser
Ferdinand Buchwieser (* 10. Oktober 1874 in Soroki, Erzbistum Lemberg, Osmanisches Reich, heute Moldawien; † 16. Dezember 1964 in München) war ein deutscher römisch-katholischer Theologe.

## Leben
Buchwieser war zunächst Distrikts-Schulinspektor. Er empfing am 29. Juni 1899 in Freising die Priesterweihe.
1924 wählte ihn das Metropolitankapitel der Frauenkirche zum Domkapitular. 1932 wurde er von Michael von Faulhaber zum Generalvikar der Erzdiözese München und Freising ernannt. Die Aufgabe des Domdekans, also des zweiten Leitungsamts im Domkapitel nach dem Dompropst, wurde ihm übertragen. Nach dem Tod von Kardinal Faulhaber im Juni 1952 verwaltete er als Kapitularvikar das Erzbistum bis zum Amtsantritt des neuen Erzbischofs Joseph Wendel, der ihn erneut in das Amt des Generalvikars berief.

## Ehrungen
- Ernennung zum Päpstlichen Hausprälaten
- 1953: Großes Verdienstkreuz der Bundesrepublik Deutschland
- 1959: Bayerischer Verdienstorden